# От Вижнел
От Вижнел (фр. Haute-Vigneulles) насеље је и општина у североисточној Француској у региону Лорена, у департману Мозел која припада префектури Буле Мозел.
По подацима из 2011. године у општини је живело 424 становника, а густина насељености је износила 44,49 становника/km². Општина се простире на површини од 9,53 km². Налази се на средњој надморској висини од 300 метара (максималној 384 m, а минималној 234 m).

## Демографија
| 1962. | 1968. | 1975. | 1982. | 1990. | 1999. | 2011. |
| ----- | ----- | ----- | ----- | ----- | ----- | ----- |
| 355   | 356   | 329   | 362   | 384   | 408   | 424   |

График промене броја становника у току последњих година